# Ross Turnbull
Ross Turnbull (Bishop Auckland, 4 gennaio 1985) è un ex calciatore inglese, di ruolo portiere.

## Carriera

### Club

#### Middlesbrough e prestiti
Dopo aver giocato nelle giovanili del Middlesbrough, Turnbull ha firmato un contratto da professionista con il club inglese nel 2002.
Nel novembre 2003 è stato ceduto in prestito mensile al Darlington, con cui ha disputato una partita in Football League Two. Nel 2004 è passato in prestito al Barnsley, giocando 3 partite in Football League One, e successivamente sempre in League One al Bradford City nel mese di agosto e da ottobre nuovamente al Barnsley in cui è stato il portiere titolare e con cui ha esordito in FA Cup.
Nella stagione seguente Turnbull è stato prestato al Crewe Alexandra, squadra di Football League Championship, per poi ritornare nel maggio 2006 al Middlesbrough con cui ha esordito in Premier League il 3 maggio 2006 in Bolton-Middlesbrough 1-1. Nella stagione seguente è rimasto al Middlesbrough disputando una sola partita in Coppa di Lega.
Nel luglio 2007 è stato ceduto in prestito in Football League Championship al Cardiff City. ha iniziato la stagione come titolare, ma dopo poche partite ha perso il posto in favore di Michael Oakes. Il 5 ottobre 2007, dopo l'infortunio del portiere di riserva del Boro Brad Jones, Turnbull è stato richiamato al Middlesbrough con cui è sceso in campo in due occasioni per l'infortunio subito dal portiere titolare Schwarzer.
Nell'estate 2008 Schwarzer ha lasciato il Middlesbrough firmando per il Fulham e Jones ha giocato la prima partita della stagione. Successivamente però, complice anche l'infortunio di Jones, Turnbull è diventato titolare fino a gennaio 2009. Nel giugno 2009 Turnbull ha rifiutato un'offerta da parte del Middlesbrough per il rinnovo del contratto in scadenza nel mese di giugno, dicendo che avrebbe lasciato la squadra dopo la fine del proprio contratto.

#### Chelsea
Il 2 luglio 2009 Turnbull si è trasferito a parametro zero al Chelsea, firmando un contratto quadriennale. Ha debuttato con il Chelsea il 28 ottobre 2009 contro il Bolton in Coppa di Lega, subentrando al posto dell'infortunato Hilário al 22º minuto di gioco. Con il Chelsea ha anche esordito in Champions League l'8 dicembre 2009 contro l'APOEL Nicosia.
Il 13 marzo 2010 ha giocato la prima partita in Premier League con la maglia del Chelsea contro il West Ham dati gli infortuni di Čech e Hilário. Con i Blues si è poi laureato campione d'Inghilterra anche se non ha potuto ricevere la medaglia di vincitore per il mancato raggiungimento delle 10 presenze necessarie. Con i Blues vince la Champions League 2011-2012 e l'Europa League 2012-2013 pur non giocando. Il 30 giugno 2013, il suo contratto con la formazione londinese è giunto alla scadenza e si è quindi accasato al Doncaster Rovers, neo-promossi in Football League Championship.

### Nazionale
Turnbull con la Nazionale inglese Under-20 ha preso parte al Mondiale di categoria nel 2003 negli Emirati Arabi Uniti, dove è stato la riserva di Lonergan e non è quindi mai sceso in campo nelle tre partite disputate dall'Inghilterra.

## Statistiche

### Presenze e reti nei club
Statistiche aggiornate al 14 febbraio 2015.
| Stagione        | Squadra          | Campionato      | Campionato | Campionato | Coppe nazionali | Coppe nazionali | Coppe nazionali | Coppe continentali | Coppe continentali | Coppe continentali | Altre coppe | Altre coppe | Altre coppe | Totale | Totale |
| Stagione        | Squadra          | Comp            | Pres       | Reti       | Comp            | Pres            | Reti            | Comp               | Pres               | Reti               | Comp        | Pres        | Reti        | Pres   | Reti   |
| --------------- | ---------------- | --------------- | ---------- | ---------- | --------------- | --------------- | --------------- | ------------------ | ------------------ | ------------------ | ----------- | ----------- | ----------- | ------ | ------ |
| 2009-2010       | Chelsea          | PL              | 2          | -2         | FACup+CdL       | 0+1             | 0               | UCL                | 2                  | -3                 | CS          | 0           | 0           | 5      | -5     |
| 2010-2011       | Chelsea          | PL              | 0          | 0          | FACup+CdL       | 0+1             | -4              | UCL                | 1                  | -1                 | CS          | 0           | 0           | 2      | -5     |
| 2011-2012       | Chelsea          | PL              | 2          | -5         | FACup+CdL       | 0+3             | -2              | UCL                | 0                  | 0                  | -           | -           | -           | 5      | -7     |
| 2012-2013       | Chelsea          | PL              | 3          | -3         | FACup+CdL       | 2+2             | -3 + -2         | UCL+UEL            | 0                  | 0                  | CS+SU+Cmc   | 0           | 0           | 7      | -8     |
| Totale Chelsea  | Totale Chelsea   | Totale Chelsea  | 7          | -10        |                 | 9               | -11             |                    | 3                  | -4                 |             | 0           | 0           | 19     | -25    |
| 2013-2014       | Doncaster Rovers | FLC             | 28         | -44        | FACup+CdL       | 1+2             | -3 + -3         | -                  | -                  | -                  | -           | -           | -           | 31     | -50    |
| 2014-2015       | Barnsley         | FL1             | 22         | -36        | FACup+CdL       | 4+0             | -2              | -                  | -                  | -                  | FLT         | 1           | -2          | 27     | -40    |
| Totale carriera | Totale carriera  | Totale carriera | 57         | -90        |                 | 16              | -19             |                    | 3                  | -4                 |             | 1           | -2          | 77     | -115   |

## Palmarès

### Competizioni nazionali
- Campionato inglese: 1

Chelsea: 2009-2010
- Coppa d'Inghilterra: 2

Chelsea: 2009-2010, 2011-2012

### Competizioni internazionali
- UEFA Champions League: 1

Chelsea: 2011-2012
- UEFA Europa League: 1

Chelsea: 2012-2013